# 郑肃
郑肃（8世纪—849年？），一名郑业肃，字乂敬，荥阳郡开封县（今河南省开封市）人，出自荥阳郑氏北祖第二房，唐朝官员，唐武宗和唐宣宗年间为宰相。

## 早期仕途
郑肃苦心力学。元和三年（808年），考中状元，又因书判成绩拔萃，历任节度使府僚佐。

## 唐文宗年间
唐文宗大和（827年—835年）初，入朝为尚书郎。大和六年（832年），转太常少卿。他能读古文，擅长经学，博士们对《左传》、《三礼》（《周礼》《仪礼》《礼记》）、仪注有疑议时，皆由郑肃决断。
当时文宗宠爱长子鲁王李永，择名儒为其府属官，用户部侍郎庾敬休兼鲁王傅，户部郎中李践方兼鲁王司马，以郑肃守太常卿本官兼鲁王长史。郑肃从此知名。同年李永被立为皇太子，郑肃加给事中。大和八年（834年），因文宗近臣李仲言有前科，他与同僚高铢、韩佽、谏议大夫郭承嘏、中书舍人权璩等反对其被提拔为翰林侍讲学士，不果。大和九年（835年），改刑部侍郎，不久改尚书右丞，权判吏部西铨事。
开成元年（836年），出为陕虢都防御观察使、兼御史大夫。开成二年（837年）九月，召拜吏部侍郎。文宗因他曾事太子，言论典正，令兼太子宾客，为太子授经。后因文宗宠妃杨贤妃弹劾，太子开始失宠，文宗考虑废太子。郑肃趁受召见之机，意图为太子辩护，深切陈说邦国大本、君臣父子之义，文宗感谢他。但在开成三年（838年）太子近乎被废并于十月死去后，开成四年（839年）闰正月，郑肃被遣出长安，为检校礼部尚书，兼河中尹、河中节度、晋绛观察等使。这年，中书侍郎、集贤大学士李德裕奏称郑肃有好子弟不敢科举。郑肃平时与李德裕交好，曾共同处理黠戛斯、回鹘等问题。

## 唐武宗年间
开成五年（840年）文宗崩，弟唐武宗继位，念故太子李永无罪，将当初陷害李永的人尽行杀害。朝议称郑肃忠正有大臣之节，武宗召回郑肃，拜太常卿。累迁为户部尚书、兵部尚书。又迁山南东道节度使。会昌五年（845年）七月，为检校尚书右仆射、同平章事。加中书、门下二侍郎，监修国史。

## 唐宣宗年间
会昌六年（846年）三月，武宗崩，叔唐宣宗继位。宣宗不悦时为首相的李德裕专权，四月，罢李德裕宰相职，将其遣出长安。九月，郑肃因与李德裕交好，也被罢相，以左仆射、中书侍郎同平章事充荆南节度使。卒後赠太尉，后累赠司空，谥文简。卒年于史无载。李商隐文集《樊南文集补编》有《为荥阳公上荆南郑相公状》三篇。郁贤皓《唐刺史考全编》认为郑肃担任荆南节度使直至大中三年（849年），于荆南节度使任上去世。

## 评价
- 《旧唐书》：（周）墀、（李）让（夷）史才，（郑）肃之礼学，（卢）商之长者，或登三事，或践六卿，以道始终，夫何不韪。[3]

## 家族

### 祖父
- 郑冽，太仆寺主簿，累赠尚书右仆射[1]

### 父母
- 郑阅，浙西团练判官、殿中侍御史，累赠太尉[1]
- 清河崔氏，出自清河小房[1]

### 子女
- 长子郑行者（805年—808年）[21]
- 子郑洎，咸通年间累官尚书郎，出为刺史，后官至侍郎
  - 孙郑仁规，累迁拾遗、补阙、尚书郎、湖州刺史、尚书郎知制诰，正拜中书舍人，前后两任妻子皆为清河崔氏，少府少监崔权次女、三女[22]。
  - 孙郑仁表，起居郎
- 女，大和四年（830年）嫁郢州刺史姑臧李珪[1]